# Против Верреса. О городской претуре
«Против Верреса. О городской претуре» — одна из «веррин», речей римского оратора Марка Туллия Цицерона, написанных в 70 году до н. э. для суда над Гаем Верресом. Не была произнесена, так как подсудимый признал свою вину. Позже Цицерон подверг речь литературной обработке и опубликовал вместе с другими, написанными для этого процесса.

## Контекст и содержание
Бывший наместник Сицилии Гай Веррес был привлечён к суду жителями этой провинции по обвинению в превышении власти, взяточничестве, хищениях, оскорблении религии. Обвинитель, Марк Туллий Цицерон, готовясь к процессу, решил посвятить отдельное своё выступление рассказу о карьере Верреса и совершённых в ходе её преступлениях. В этой речи оратор планировал рассказать о переходе подсудимого на сторону сулланцев во время гражданской войны в 82 году до н. э. (тогда Гай был квестором), о грабежах и разврате в Киликии во время легации и проквестуры в 80—79 годах до н. э., о злоупотреблениях во время городской претуры в 74 году до н. э. и в Сицилии в последующие годы. Произносить речь не понадобилось: ещё во время первой сессии Веррес уехал из Рима, что означало признание вины.
Позже Цицерон подверг все речи, написанные для суда над Верресом, литературной обработке и опубликовал их. Речь «О городской претуре» получила своё название позже от античных комментаторов.